# Alexander Wassiljewitsch Nadaschkewitsch
Alexander Wassiljewitsch Nadaschkewitsch (russisch Александр Васильевич Надашкевич; * 20. Januarjul. / 1. Februar 1897greg. in Biłgoraj; † 10. März 1967 in Moskau) war ein russisch-sowjetischer Luftfahrtingenieur.

## Leben
Nadaschkewitsch begann 1913 das Studium an der Universität Kiew und ging im Ersten Weltkrieg als Freiwilliger 1916 an die Front. 1917 absolvierte er Nikolai Jegorowitsch Schukowskis Luftfahrt-Kurs an der Technischen Hochschule Moskau (MWTU) und 1918 (nach der Oktoberrevolution) die höhere Pilotenausbildung an der Moskauer Militärluftfahrtschule, worauf er dort als Ausbilder arbeitete.
1924 wurde Nadaschkewitsch Abteilungsleiter im Zentralen Aerohydrodynamischen Institut (ZAGI) und 1925 ständiges Mitglied der Sektion für Rüstung und Spezialausrüstung des Wissenschaftlich-Technischen Komitees der Luftflotte der Roten Armee. Er entwickelte das Maschinengewehr PW-1 für Jagdflugzeuge.
1930 wurde Nadaschkewitsch entlassen und dann wegen Zugehörigkeit zu einer konterrevolutionären Sabotage-Organisation der Luftfahrtindustrie verhaftet. Er kam in das Zentrale Konstruktionsbüro ZKB-39 der OGPU im zum Gefängnis umgebauten Moskauer Menschinski-Flugzeugwerk Nr. 39. Dort waren alle verhafteten Luftfahrtspezialisten und die Verurteilten im Schachty-Prozess zusammengebracht worden: Nikolai Nikolajewitsch Polikarpow, Dmitri Pawlowitsch Grigorowitsch, Andrei Nikolajewitsch Sedelnikow, Wiktor Lwowitsch Körber, Nikolai Gustawowitsch Michelson, W. A. Tissow, B. N. Tarassowitsch, I. M. Kostkin, J. I. Majoranow, P. M. Kreisson, W. D. Jarowizki, G. J. Tschupilko, S. N. Schischkin u. a. Dort musste in kürzester Zeit ein allen westlichen Modellen überlegenes Jagdflugzeug entwickelt werden. Unter Grigorowitschs und Sedelnikows Leitung entstand die I-5, für deren Bewaffnung Nadaschkewitsch verantwortlich war. 1931 wurde Nadaschkewitsch amnestiert und vom Zentralkomitee der UdSSR mit einem Diplom und einer Geldprämie von 10.000 Rubel ausgezeichnet.
Nadaschkewitsch war ab 1932 Andrei Nikolajewitsch Tupolews Assistent bei der Aufrüstung der sowjetischen Luftstreitkräfte. Unter Nadaschkewitschs Leitung entstanden die Drehringlafetten und Bomberausrüstungen der Flugzeuge Polikarpow R-1, Polikarpow R-5, Tupolew TB-1, Tupolew TB-3, Tupolew SB-2, Petljakow Pe-8, Tupolew Tu-2, Tupolew Tu-4, Tupolew Tu-16 u. a.
1937 leitete Nadaschkewitsch die Abteilung Nr. 7 des ZAGI. Am 10. September 1937 wurde er während des Großen Terrors verhaftet und dann nach Artikel 58 des Strafgesetzbuches der RSFSR zu 10 Jahren Lagerhaft verurteilt. Er kam in das ZKB-29 des NKWD (bekannt als Tupolew-Scharaschka) im Moskauer Menschinski-Flugzeugwerk-Gefängnis, in dem vordem das ZKB-39 gearbeitet hatte. Er entwickelte dort unter der Leitung des vorher verhafteten Andrei Tupolew Abwehrsysteme und Bomberausrüstungen und schlug eine Lösung für das Problem des Bombenabwurfs beim Sturzflug vor. Nach Beginn des Deutsch-Sowjetischen Kriegs wurde er am 19. Juli 1941 mit Löschung seines Strafregisters freigelassen (seine Rehabilitierung erfolgte am 9. April 1955).
Nach dem Krieg leitete Nadaschkewitsch die Arbeiten für die Abwehrsysteme und Bomberausrüstungen für die Tupolew Tu-4 und die Tupolew-Tu-14-Familie. 1947 wurde er zum Doktor der technischen Wissenschaften promoviert. Er war am Wasserstoffbombenprojekt 202 beteiligt und am Experimentalflugzeug Tu-95LAL mit Kernreaktor.
Nadaschkewitsch wurde auf dem Moskauer Wwedenskoje-Friedhof begraben.

## Ehrungen, Preise
- Leninorden[1]
- Orden des Vaterländischen Krieges I. Klasse (1947)[2]
- Orden des Roten Banners der Arbeit (viermal)[2]
- Orden des Roten Sterns[2]
- Stalinpreis (zweimal)[1]
- Leninpreis 1963 im nichtöffentlichen Teil für Entwicklung der Raketensysteme K-10, K-11, K-16 und K-20 (mit Sergei Feofanowitsch Matwejewski, Witali Michailowitsch Schabanow, Ilja Grigorjewitsch Raspoport, Weniamin Iwanowitsch Smirnow, Aron Naumowitsch Amromin, Jewgeni Wassiljewitsch Kandaurow, Lew Moissejewitsch Moloschok, Grigori Issaakowitsch Piwko, Salman Mowschewitsch Mejerson, den Konstrukteuren des Experimental-Konstruktionsbüros (OKB) Tupolew, Michail Iossifowitsch Gurewitsch, Leonid Fjodorowitsch Nasarow und den Konstrukteuren des OKB Mikojan-Gurewitsch)[1]